# Bahnhof Edenkoben
Der Bahnhof Edenkoben ist die Bahnstation der rheinland-pfälzischen Kleinstadt Edenkoben. Er verfügt über zwei Bahnsteiggleise. Er liegt im Verbundgebiet des Verkehrsverbundes Rhein-Neckar (VRN) und gehört zu den Tarifzonen 152 und 172. Im Zuge eines 2002 vereinbarten Übergangstarifs werden jedoch ebenfalls Karten des Karlsruher Verkehrsverbundes (KVV) anerkannt.
Er wurde am 18. Juli 1855 mit der Inbetriebnahme der in Neustadt beginnenden Pfälzischen Maximiliansbahn im Streckenabschnitt Neustadt–Landau als Durchgangsbahnhof eröffnet. Die Verlängerung der Strecke von Landau ins elsässische Wissembourg erfolgte am 26. November selben Jahres. Er war stets die wichtigste Unterwegsstation zwischen Neustadt und Landau. Nachdem das ursprüngliche architektonisch bedeutsame Empfangsgebäude im Zweiten Weltkrieg zerstört worden war, wurde 1956 ein neues in Betrieb genommen.

## Lage
Der Bahnhof befindet sich am östlichen Rand der Stadt Edenkoben. Er verfügt über Fahrrad-Stellplätze, Parkplätze sowie einen barrierefreien Zugang. 2002–2003 wurde er modernisiert.

## Geschichte

### Planung und Bau
Nachdem innerhalb der benachbarten Pfalz (Bayern) im Zeitraum von 1847 bis 1849 die Pfälzische Ludwigsbahn von Ludwigshafen nach Bexbach entstanden war, liefen Diskussionen, ob eine Strecke am Gebirge von Neustadt über Landau ins elsässische Wissembourg oder eine Strecke am Rhein über Speyer, Germersheim und Wörth dringender und wünschenswerter sei. Vor allem das Militär bevorzugte die Streckenführung, die am Rand des Pfälzerwalds und der Vogesen verlaufen sollte. Allerdings bewirkten die politischen Ereignisse des Jahres 1848, dass das Projekt zunächst zum Erliegen kam.
Im Januar 1850 erschien im damaligen Neustadt an der Haardt eine Broschüre, in der ein Schienenweg über Landau nach Wissembourg propagiert wurde und in der unter anderem mit der größeren Siedlungsdichte gegenüber den unmittelbar am Rhein gelegenen Orten argumentiert wurde. Die Entscheidung fiel im Jahr 1852 schließlich zu Gunsten der Gebirgslinie, nachdem im Vorjahr Gutachten und Untersuchungen eingeleitet worden waren. Am 3. November selben Jahres gab der damalige bayerische König Maximilian II grünes Licht für den Bau, indem er die Gründung einer Aktiengesellschaft genehmigte, die das Projekt in Angriff nahm.
Zunächst sollten zwischen Neustadt und Landau lediglich in Kirrweiler und Edesheim Bahnhöfe entstehen, was in der Stadt Edenkoben entsprechend für Empörung sorgte. Die Stadt argumentierte, dass sie als größte Stadt im Umkreis und Sitz der Kantons-Verwaltung ein weitaus höheres Verkehrsaufkommen bieten zu könne, als die benachbarten Orte. Auch war Edenkoben Standort der dem abgedankten bayerischen König Ludwig gehörenden Villa Ludwigshöhe und die Stadt wollte den früheren Monarchen angemessen empfangen können:

„Wie sollte die Stadt Edenkoben die Empfänge des Königs, der doch seinen Sommersitz auf Edenkobener Gelände erbaut hat, durchführen auf einem Bahnhof, der nicht auf dem Edenkobener Banne liegt?“

Die Proteste hatten Erfolg, sodass Edenkoben als Standort eines Bahnhofs ebenfalls Berücksichtigung fand.

### Weitere Entwicklung

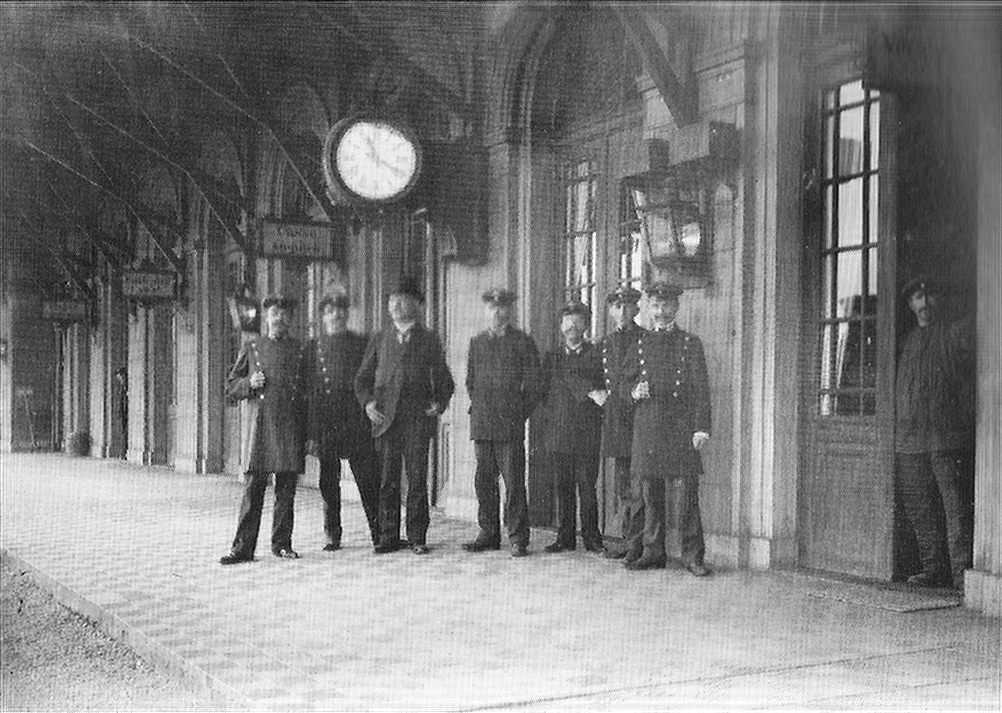
Aufsichtsbeamte im Bahnhof Edenkoben um 1900

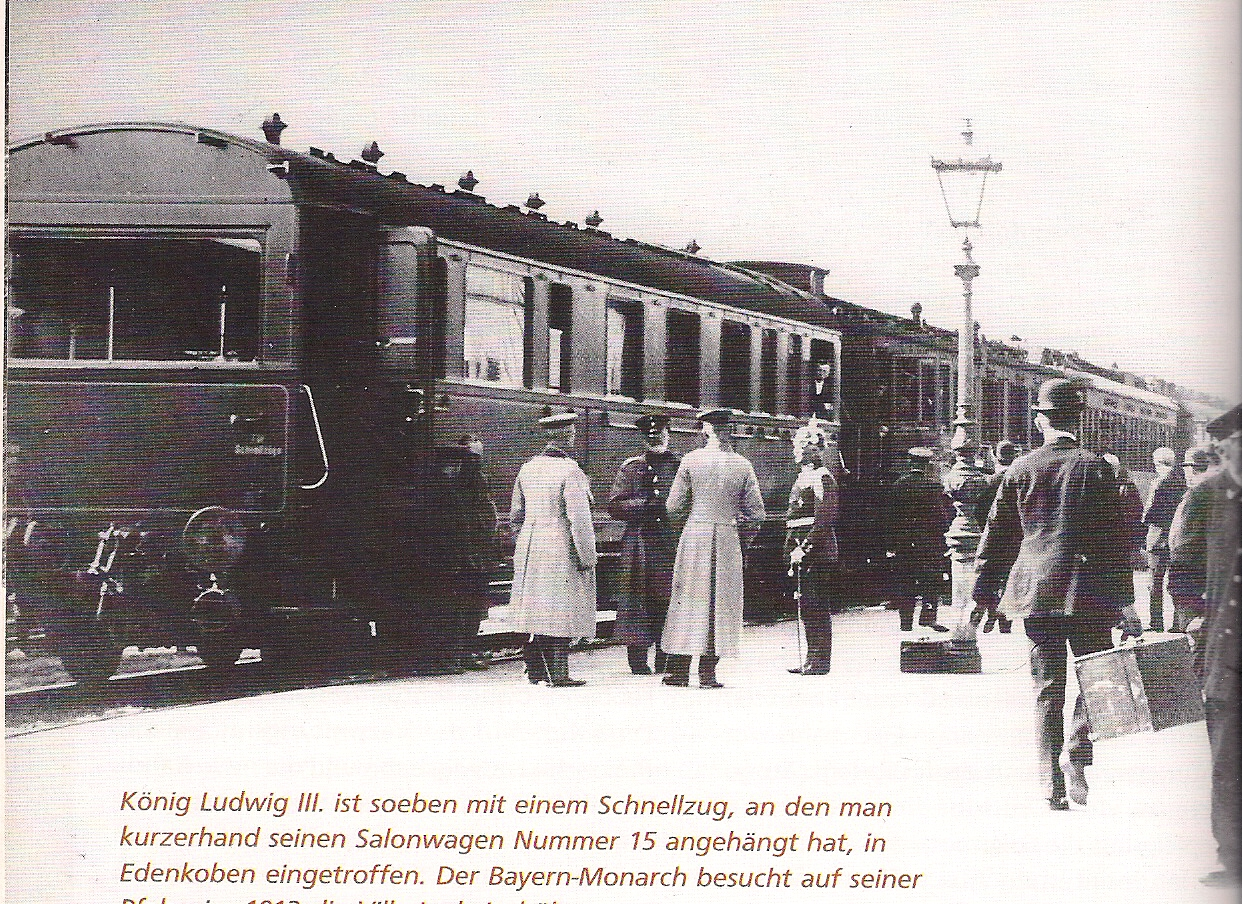
Ludwig III. 1913 im Bahnhof Edenkoben

Am 18. Juli 1855 wurde der Streckenabschnitt Neustadt–Landau einschließlich des Edenkobener Bahnhofs eröffnet, die Verlängerung bis nach Wissembourg folgte am 26. November des Jahres. Am 24. November des Folgejahres war das Empfangsgebäude fertiggestellt, das sich architektonisch an die Villa Ludwigshöhe anlehnte. Bereits 17. September 1857 gab es vonseiten des Landkommissariates Landau eine Eingabe, in der gefordert wurde, die Schnellzüge in Edenkoben halten zu lassen, was jedoch ohne Erfolg blieb. Anfang des 20. Jahrhunderts erhielt der Bahnhof wie alle in der Pfalz Bahnsteigsperren. Während dieser Zeit wurde der Bahnhof von der Betriebs- und Bauinspektion Neustadt verwaltet und war Sitz einer Bahnmeisterei. Im Lauf der Jahrzehnte frequentierten mehrere bayerische Regenten den Bahnhof, um die nahe Villa Ludwigshöhe zu besuchen, so beispielsweise Ludwig III. 1913. Im Normalbetrieb war der Bahnhof allerdings eher unbedeutend – für einen Halt des Schnellzuges Weißenburg–Ludwigshafen in der Verbindung nach München reichte das Verkehrsaufkommen nicht. Erst im Ersten Weltkrieg hielten einige Schnellzüge in Edenkoben.
Nachdem Deutschland den Krieg verloren hatte und das französische Militär einmarschiert war, wurde am 1. Dezember 1918 der Maximiliansbahn-Streckenabschnitt südlich von Maikammer-Kirrweiler für den Personenverkehr gesperrt, drei Tage später jedoch wieder freigegeben. 1922 wurde der Bahnhof Edenkoben neu gegründeten Reichsbahndirektion Ludwigshafen zugeordnet. Ein Jahr später wurden die am Bahnhof beschäftigten Eisenbahner im Zuge des von Frankreich durchgeführten, bis 1924 dauernden Regiebetriebs ausgewiesen. Danach kehrten sie zurück. Nach Auflösung der Reichsbahndirektion Ludwigshafen übernahm die Reichsbahndirektion Mainz zum 1. April 1937 die Zuständigkeit; zu dieser Zeit unterstand er dem Betriebsamt (RBA) Landau.
Am 5. Januar 1945 wurde im Zuge der Kampfhandlungen des Zweiten Weltkriegs ein im Bahnhof stationierter Militärzug, der Munition und Treibstoff transportierte, von einer Fliegerbombe getroffen. Die Explosion war so groß, dass das Empfangsgebäude dadurch zerstört wurde.

### Nach dem Zweiten Weltkrieg
Die Reste des zerstörten Empfangsgebäudes wurden in den Nachkriegsjahren beseitigt. Seine Funktion übernahm zunächst eine als Provisorium errichtete Baracke. Die Deutsche Bundesbahn (DB), die ab 1949 für den Bahnbetrieb zuständig war, gliederte den Bahnhof in die Bundesbahndirektion Mainz ein, der sie alle Bahnstrecken innerhalb des neu geschaffenen Bundeslandes Rheinland-Pfalz zuteilte. 1956 wurde ein neues Empfangsgebäude in Betrieb genommen, das vom Architekten Heinz Falck entworfen wurde. 1960 erhielt der Bahnhof ein Drucktastenstellwerk.
1971 gelangte die Station im Zuge der Auflösung der Mainzer Direktion erneut in den Zuständigkeitsbereich ihres Karlsruher Pendants. Zur selben Zeit wurden die Bahnsteigsperren aufgehoben. Seit 1996 ist der Bahnhof Bestandteil des Verkehrsverbundes Rhein-Neckar (VRN). Seit 2002 wird ebenso der Tarif des KVV anerkannt.
Um die Jahrtausendwende wurde der Fahrkartenverkauf im Bahnhof eingestellt. Bereits Mitte der 1990er Jahre liefen Planungen, das Bahnhofsareal zu erneuern, was ab April 2002 schließlich umgesetzt wurde. Die Bahnstation selbst sollte höhere Bahnsteige erhalten, der Mittelbahnsteig wurde durch einen Seitenbahnsteig ersetzt, eine Unterführung für Fußgänger neu gebaut und das Bahnhofsareal umgestaltet. Im September 2003 waren die Arbeiten abgeschlossen. Der Unterführung zum Opfer fiel der Gleisanschluss, wodurch es sich für die Dauer weniger Jahre vorübergehend um einen Haltepunkt handelte.
Seit der Inbetriebnahme des elektronischen Stellwerkes in Landau im Jahr 2010 wird der Bahnhof Edenkoben von Landau aus ferngesteuert; der Fahrdienstleiter ist seither entbehrlich. Gleichzeitig wurden fast alle Weichen entfernt.

## Bahnsteige und Gleise
Der Edenkobener Bahnhof hat zwei Bahnsteiggleise an je einem Außenbahnsteig. Gleis 1 dient den Zügen in Fahrtrichtung Landau/Winden/Wissembourg/Karlsruhe, Gleis 2 denen in Gegenrichtung nach Neustadt.
| Gleis | Nutzbare Länge | Bahnsteighöhe | Aktuelle Nutzung                                     |
| ----- | -------------- | ------------- | ---------------------------------------------------- |
| 1     | 160 m          | 55 cm         | Züge in Richtung Landau/Winden/Wissembourg/Karlsruhe |
| 2     | 210 m          | 55 cm         | Züge in Richtung Neustadt an der Weinstraße          |

## Betrieb
| Zuggattung | Streckenverlauf                                                                                    | Taktfrequenz                        |
| ---------- | -------------------------------------------------------------------------------------------------- | ----------------------------------- |
| RE 6       | (Kaiserslautern – Lambrecht –) Neustadt – Edenkoben – Landau – Winden – Kandel – Wörth – Karlsruhe | einzelne Züge zur Hauptverkehrszeit |
| RB 51      | Neustadt – Edenkoben – Landau – Winden – Kandel – Wörth – Karlsruhe                                | stündlich                           |
| RB 53      | Neustadt – Edenkoben – Landau – Winden – Wissembourg                                               | stündlich                           |

### Güterverkehr
Anfang des 20. Jahrhunderts durchfuhren den Bahnhof Güterzüge der Relationen Neustadt–Landau und Neustadt–Weißenburg. Ab den 1980er Jahren bedienten Übergabezüge den Bahnhof, der zu dieser Zeit keinen eigenständigen Gütertarifpunkt mehr bildete. Seine Bedienung fand vom Neustadter Hauptbahnhof statt, als dessen Satellit er fungierte.
Edenkoben ist der einzige Bahnhof zwischen Neustadt und Landau, der bis heute im Güterverkehr bedient wird. Bis Ende der 1990er Jahre wurde im Bahnhof Holz verladen. In Edenkoben erhält die Firma ArcelorMittal einen Großteil des Wareneingangs per Bahn. Im Zuge der Modernisierung des Bahnhofs Anfang der 2000er Jahre musste der Gleisanschluss, der aus Richtung Landau angebunden war, aufgrund der neu entstandenen Unterführung unterbrochen werden. Deshalb entstand 2008 und 2009 ein neuer Anschluss auf einer separaten Trasse. Dieser ist jedoch ausschließlich an das Streckengleis in Richtung Neustadt angebunden. In Richtung Landau hat Edenkoben deshalb seither den betrieblichen Status eines Haltepunktes. Diese Bedienung wird fast ausschließlich von DB Schenker durchgeführt.

### Busverkehr
Es gibt eine Buslinie, die von Ostern bis Ende Oktober an Sonn- und Feiertagen vom Bahnhof Edenkoben bis zur Talstation der Rietburgbahn verkehrt. Diese Buslinie ist auf die Abfahrtszeiten der Züge in Edenkoben abgestimmt.